# Мякеля-Нуммела, Сату
Са́ту Мя́келя-Ну́ммела (фин. Satu Mäkelä-Nummela; род. 26 октября 1970, Ориматтила, Финляндия) — финский стрелок, член национальной сборной. Олимпийская чемпионка 2008 года, бронзовый призёр чемпионата мира 1995 года. Специализируется по стендовой стрельбе в дисциплине «трап» (траншейный стенд).